# Chrysopa sarta
Chrysopa sarta is een insect uit de familie van de gaasvliegen (Chrysopidae), die tot de orde netvleugeligen (Neuroptera) behoort. 
Chrysopa sarta is voor het eerst wetenschappelijk beschreven door Banks in 1914.